# Open Em
Open Em er en stemning til en guitar, hvor guitaren stemmes E-H-E-G-H-E. Dette vil sige at guitaren er stemt til en E-mol akkord. Dette opnås ved at stemme femte og fjerde streng et helt trin op i forhold til den normale stemning. Da dette giver større spænding i strengene, er det normalt bedre at bruge Open Dm. Men man kan dog opnå den uden spænding ved at stemme i Open Dm og sætte capodestra på andet bånd. Meget brugt af bluessangeren Skip James.
| Musik | Spire Denne musikartikel er en spire som bør udbygges. Du er velkommen til at hjælpe Wikipedia ved at udvide den. |